# كريوي (فيرجينيا)
كريوي (بالإنجليزية: Crewe, Virginia)‏ هي بلدة أمريكية تقع في الولايات المتحدة في مقاطعة نوتوواي (فيرجينيا). يقدر عدد سكانها بـ 2,326 نسمة ومساحتها 5.3 كم2 ووترتفع عن سطح البحر 162 متر.

## أعلام
- إيرني ويليامسون
- روبرت بوكنر